# Edotia oculopetiolata
Edotia oculopetiolata is een pissebed uit de familie Idoteidae. De wetenschappelijke naam van de soort is voor het eerst geldig gepubliceerd in 1957 door Sheppard.